# Hilarodia
La Hilarodia era una canción jocosa o festiva que entonaban los antiguos griegos. Más tarde se fue haciendo más larga formando una especie de drama porque participaba tanto de la comedia como de la tragedia. 
Parece que la parodia dramática era en su origen como una hilarodia a la que se ha dado con el tiempo nombre distinto. La hilarodia se entonaba por los hilarodas quienes acompañados de un niño se presentaban vestidos con traje blanco y coronas de oro. Se llamaron luego Simodes por el nombre del poeta Simus, aventajado en este género de poesía y tomaron parte en los coros de las tragedias.